# 托羅托羅國家公園
托羅托羅國家公園是玻利維亞的國家公園，由波托西省負責管轄，距離科恰班巴140公里，佔地165平方公里，受半乾旱氣候影響，海拔高度2,000至3,500米，該地區發現超過2,500處恐龍足印。